# Getafe CF
A Getafe Club de Fútbol spanyol futballcsapatot Madrid egyik külvárosában, Getafében alapították 1983-ban. Stadionja a Coliseum Alfonso Pérez, befogadóképessége 16 300 fő. A csapat otthoni szerelése kék, idegenbeli piros. A 2003/2004-es szezonban kerültek fel a spanyol La Ligába. A 2007-2008-as UEFA-kupában részt vett a madridi csapat, elmenetelt a negyeddöntőig, ahol emlékezetes meccsen, hosszabbításban kaptak ki a Bayern Münchentől. Az utóbbi két évben is a Copa del Rey (Spanyol királyi kupa) döntőjébe jutottak el, de még nem sikerült a kupát megszerezniük egyik alkalommal sem.

## Sikerei
- Copa del Rey
  - második helyezés: 2006/2007, 2007/2008
- Segunda Division B, 1. csoport
  - győztes: 1998-1999
- Zamora-díj: Roberto Abbondanzieri (2006-2007-ben)

## Játékoskeret
2021. január 6-i állapotnak megfelelően.

### Jelenlegi keret
| #  |     | Poszt | Név                                                      |
| -- | --- | ----- | -------------------------------------------------------- |
| 1  | ESP | K     | Rubén Yáñez                                              |
| 2  | TOG | V     | Djené ()                                                 |
| 3  | URU | V     | Erick Cabaco                                             |
| 4  | ESP | V     | Xabier Etxeita                                           |
| 6  | ESP | V     | Chema                                                    |
| 7  | ESP | CS    | Jaime Mata                                               |
| 8  | ESP | KP    | Francisco Portillo                                       |
| 9  | ESP | CS    | Ángel                                                    |
| 10 | TUR | CS    | Enes Ünal                                                |
| 12 | CMR | V     | Allan Nyom                                               |
| 13 | ESP | K     | David Soria                                              |
| 14 | CRO | KP    | Ante Palaversa (kölcsönben a Manchester City csapatától) |

| #  |     | Poszt | Név                                                       |
| -- | --- | ----- | --------------------------------------------------------- |
| 15 | ESP | KP    | Marc Cucurella                                            |
| 17 | URU | V     | Mathías Olivera                                           |
| 18 | URU | KP    | Mauro Arambarri                                           |
| 19 | ESP | CS    | Darío Poveda (kölcsönben az Atlético Madrid csapatától)   |
| 20 | SRB | KP    | Nemanja Maksimović                                        |
| 21 | MLI | KP    | Abdoulay Diaby (kölcsönben a Sporting CP)                 |
| 22 | URU | V     | Damián Suárez                                             |
| 23 | COL | CS    | Cucho Hernández (kölcsönben a Watford csapatától)         |
| 24 | ESP | KP    | David Timor                                               |
| 26 | ESP | KP    | Víctor Mollejo (kölcsönben az Atlético Madrid csapatától) |
|    | SPA | KP    | Carles Aleñá (kölcsönben a Barcelona csapatától)          |

### Tartalékok
Getafe CF B
| #  |     | Poszt | Név                                                  |
| -- | --- | ----- | ---------------------------------------------------- |
| 28 | ESP | V     | David Alba                                           |
| 29 | ESP | V     | Juan Iglesias                                        |
| 35 | GHA | KP    | Sabit Abdulai (kölcsönben az Extremadura csapatától) |

| #  |     | Poszt | Név          |
| -- | --- | ----- | ------------ |
| 37 | IRL | V     | Ryan Nolan   |
| 38 | ESP | KP    | John Patrick |
| 39 | ESP | CS    | Mamor Niang  |

### Kölcsönben
| # |     | Poszt | Név                                             |
| - | --- | ----- | ----------------------------------------------- |
|   | ESP | V     | Miguel Ángel (a Valladolid Promesas csapatánál) |
|   | ESP | V     | Ignasi Miquel (a Leganés csapatánál)            |
|   | SEN | CS    | Amath Ndiaye (a Mallorca csapatánál)            |

| # |     | Poszt | Név                                           |
| - | --- | ----- | --------------------------------------------- |
|   | ESP | CS    | Hugo Duro (a Real Madrid Castilla csapatánál) |
|   | SCO | CS    | Jack Harper (a Cartagena csapatánál)          |

## Külső hivatkozások
A Getafe hivatalos honlapja (spanyolul) és (angolul)